# دلفینا مینو
دلفینا مینو (انگلیسی: Delfina Merino؛ زادهٔ ۱۵ اکتبر ۱۹۸۹) بازیکن هاکی روی چمن اهل آرژانتین است. وی قهرمان جام جهانی 2010 در روزاریو آرژانتین، جام قهرمانان لیگ جهانی 2014–15 و جام پان آمریکا را در کارنامه خود دارد.

## حرفه
دلفینا همچنین قهرمان جام جهانی 2010 در روزاریو آرژانتین، پنج قهرمانی قهرمانان، لیگ جهانی 2014–15 و سه جام پان آمریکا شد. او بخشی از تیم المپیک 2016 بود.
در فوریه 2018 از سوی فدراسیون بین المللی هاکی به عنوان بهترین بازیکن جهان انتخاب شد.